# Drzewo spaghetti

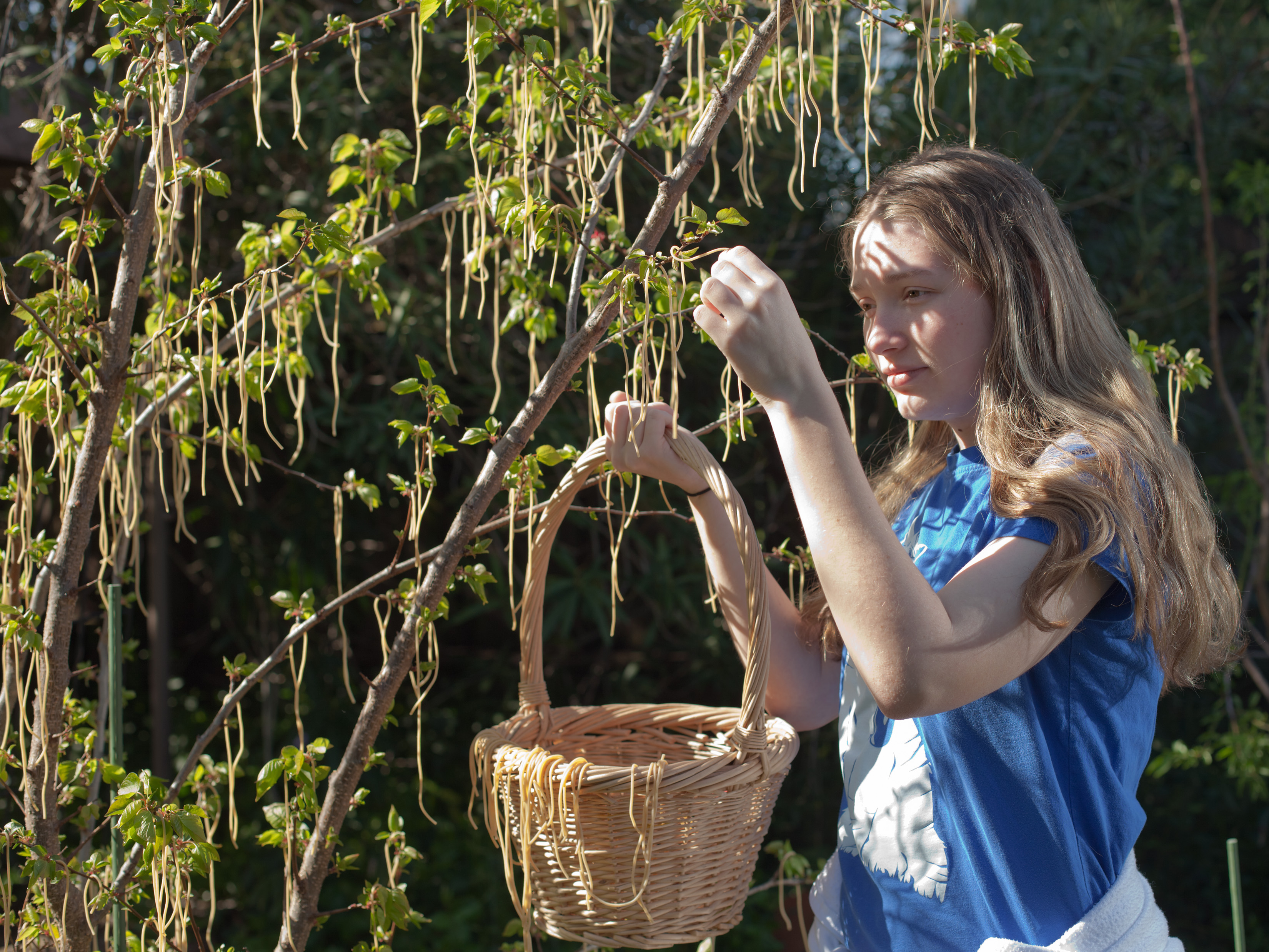
Dziewczyna zbierająca makaron z repliki „drzewa spaghetti”.

Drzewo spaghetti – mistyfikacja, która została wyemitowana w prima aprilis w 1957 roku w programie informacyjnym brytyjskiej telewizji BBC, Panorama. Przedstawiono w nim rodzinę na południu Szwajcarii zbierającą makaron spaghetti z ich rodzinnego „drzewa spaghetti”.
W tamtym czasie tego typu makaron był mało znany w Wielkiej Brytanii, więc wielu Brytyjczyków nie wiedziało, że jest robiony z mąki pszennej i wody. Po emisji materiału wielu widzów skontaktowało się z redakcją BBC w celu uzyskania porady na temat uprawy własnych „drzew spaghetti”.
W 2009 roku redakcja amerykańskiej telewizji informacyjnej CNN stwierdziła, że transmisja ta była „największą mistyfikacją kiedykolwiek podaną przez renomowaną instytucję informacyjną”. Prawdopodobnie był to jeden z pierwszych przypadków, w których telewizja została wykorzystana do przedstawienia mistyfikacji z okazji dnia prima aprilis.

## Treść materiału

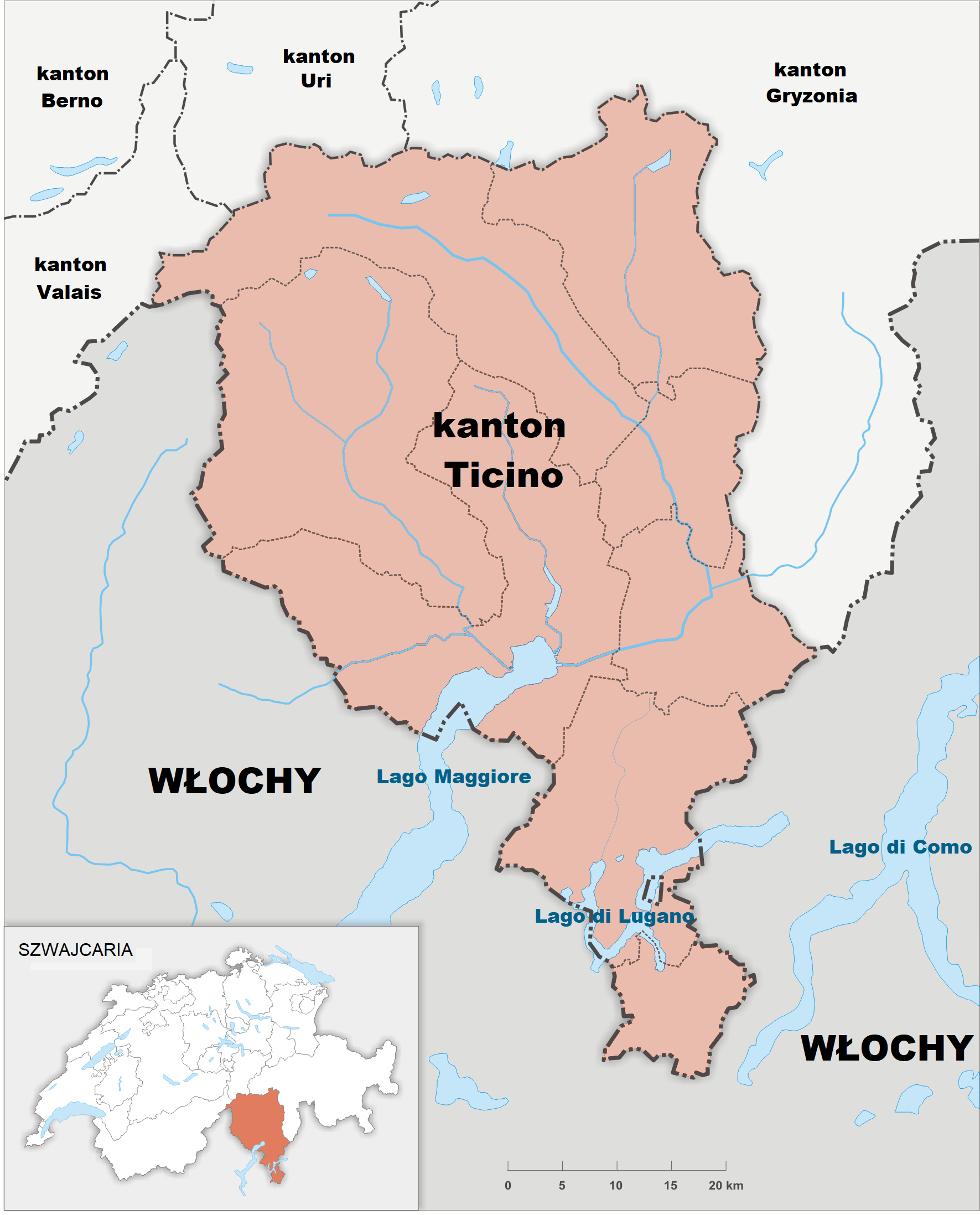
Mapa szwajcarskiego kantonu Ticino

Zmyśloną historię przedstawił w programie Panorama prezenter i dziennikarz Richard Dimbleby. W materiale ukazano rodzinę z kantonu Ticino w Szwajcarii, która corocznie zbiera spaghetti. Kamera uchwyciła kobiety, które bez pośpiechu wyrywały z drzew nitki spaghetti i, aby wyschły, układały je na słońcu.
Dimbleby wyjaśnił, że corocznie, przez wcześniejsze silne mrozy, w całej Europie końcówka marca to bardzo niespokojny okres dla osób zbierających spaghetti. Niższa temperatura miała pogarszać smak spaghetti. Wyjaśnił też, iż każda nitka spaghetti zawsze osiąga tę samą długość, dzięki wieloletniej ciężkiej pracy kolejnych pokoleń hodowców. Dimbleby dodał, że z uwagi na niemal całkowite wyeliminowanie „ryjkowca spaghetti” (spaghetti weevil), zbiory w 1957 roku miały być szczególnie dobre.
Jednak niektórzy widzowie nie dostrzegli satyrycznej strony materiału i skrytykowali telewizję BBC za wyemitowanie  tej historii w rzekomo poważnym programie informacyjnym. Inni byli jednak tak zaintrygowani, że chcieli dowiedzieć się, gdzie mogą kupić własny krzak spaghetti.
Nawet dyrektor generalny BBC, sir Ian Jacob, nie był przekonany, czy to był żart. Aby potwierdzić prawdziwość tego wątku zbadał ten temat w trzech różnych książkach.
Całą tę historię miał wymyślić, pochodzący z Wiednia, operator kamery Charles de Jaeger. Według strony internetowej Museum of Hoaxes, gdy de Jaeger był uczniem, jeden z jego nauczycieli powiedział uczniom w klasie, że są tak głupi, że uwierzyliby w to, że spaghetti rośnie na drzewach.